# Araripesaurus
Araripesaurus (лат.) — род птерозавров из семейства Ornithocheiridae, из раннемеловых слоёв формации Сантана в Бразилии.
Название роду дал в 1971 году бразильский палеонтолог Ллевеллин Айвор Прайс. Типовым и единственным является Araripesaurus castilhoi. Родовое наименование отсылает к плато Арарипи, с добавлением латинского слова saurus — «ящер». Видовое название дано в честь коллекционера М. Маркеса ди Кастильо (порт. Moacir Marques de Castilho), который в 1966 году пожертвовал известковый булыжник, содержащий окаменелость.

## Описание
Голотип DNPM (DGM 529-R) состоит из неполного крыла, включая дистальные фрагменты локтевой, лучевой и запястных костей, пястье и несколько пальцев. Образец принадлежал подростковой особи. Размах крыльев оценивается в 2,2 метра. Известны два других возможных образца, оба состоят из фрагментов крыла, примерно на треть больше голотипа. Были отнесены к данному роду Прайсом.

## Систематика
Прайс поместил Araripesaurus в семейство Ornithocheiridae. Это был первый род птерозавров, найденный в формации Сантана. Позже — на основании уже более полных останков — были описаны другие виды, и возник вопрос, можно ли отнести их к роду Araripesaurus. В 1991 году бразильский палеонтолог Александр Келлнер пришёл к выводу, что Araripesaurus был идентичен Santanadactylus и что из-за отсутствия отличительных признаков он может весьма условно причисляться к птеродактилям. В 2000 году Келлнер, впрочем, пересмотрел свою точку зрения и пришёл к выводу, что именно из-за такого отсутствия аутапоморфий (уникальных особенностей), род не может быть синонимичен Santanadactylus, и после проведённого кладистического анализа определил его место как можно ближе к семейству анхангверид. Келлнер также указал, что Araripesaurus по морфологии напоминал Anhanguera piscator, хотя и был значительно меньше по размеру.
В 1985 году немецкий палеонтолог Петер Велльнхофер описал ещё один вид рода — Araripesaurus santanae. Однако этот и два других неназванных образца Araripesaurus Келлнер причислил к роду Anhanguera как вид Anhanguera santanae.